# إمبراطورية جوبتا
 إمبراطورية جوبتا هي إمبراطورية هندية قديمة حكمت شمال الهند وشرق باكستان في الفترة الممتدة تقريباً من 320 إلى 550م. أسسها «ماهاراجا سرِ-جوبتا». وقد عمّ في عهدها الأمن والرخاء مما مكن العلوم والفنون من الانتشار. وتسمى هذه الفترة العصر الذهبي للهند، فقد تمت خلالها إنجازات واسعة في العلم والتكنولوجيا والهندسة والفن والأدب وعلم المنطق والرياضيات وعلم الفلك والدين والفلسفة وبلورت ما يُعرف عموما بالثقافة الهندية. وأهم حكام إمبراطورية جوبتا هم شاندرا جوبتا الأول وسامودرا جوبتا وشاندرا جوبتا الثاني.
ومن النقاط الهامة التي يتضح فيها هذا الإبداع الثقافي في هذا العصر فن العمارة والنحت والرسم الزيتي. ومن أشهر العلماء والفنانين الذين ظهروا في عصر هذه الإمبراطورية: كاليداسا وأريابهاتا وفاراهامِهِرا وفِشنو سارما وفاتسيايانا والذين يملكون إنجازات عظيمة في مجالات مختلفة. وأيضا قامت روابط تجارية قوية بجعل المنطقة مركزاً ثقافياً هاماً وأصبحت تؤثر بما حولها من ممالك مثل: بورما وسريلانكا وأرخبيل الملايو والهند الصينية.
وأقدم نسخة موجودة من البورانها (وهو نص هندي ديني هام) يُعتقد أنها أيضاً كُتبت في هذه الفترة. وقد انتهت هذه الإمبراطورية بهجوم «شعب الهونا» القادم من وسط آسيا. وبعد انهيارها في القرن السادس الميلادي، عاد شمال الهند عبارة عن مجموعة من الممالك والجمهوريات الصغيرة. وبعد انهيارها بقيت مجموعة من السلالة الحاكمة تحكم منطقة «ماغادا». ولكن سرعان ما سُلبت منهم بقايا إمبراطوريتهم بواسطة هارشا الذي وَحّد شمال الهند من جديد وأسس إمبراطورية في النصف الأول من القرن السابع الميلادي.

## الأصل
لا يُعرف موطن سلالة جوبتا على وجه اليقين، فوفقًا لإحدى النظريات، نشؤوا في منطقة الدواب السفلية الحالية في ولاية أتر برديش حيث اكتُشفت معظم النقوش وأكوام القطع النقدية التي اقتناها ملوك جوبتا الأوائل. ويناقش مؤيدو هذه النظرية أنها مدعومة أيضًا بنصوص البورانا التي تذكر أراضي ملوك جوبتا الأوائل كمناطق براياغا وساكيتا وماغادها في حوض الغانج. 
تحدد نظرية بارزة أخرى موقع موطن سلالة جوبتا في منطقة البنغال الحالية، استنادًا إلى رواية الراهب البوذي الصيني إيجنغ في القرن السابع. وفقًا لإيجنغ، بنى الملك تشي-لي-كي-تو (المعروف بمؤسس السلالة شري جوبتا) معبدًا للحجاج الصينيين بالقرب من مي-لي-كيا-سي-كيا-بو-نو (على ما يبدو أنها النسخة الصينية من مريغا-شيكا-فانا). يذكر إيجنغ أن هذا المعبد يقع على بعد أكثر من 40 يوجانا شرق نالاندا، ما يعني أنه يقع في مكان ما في منطقة البنغال الحديثة. هناك اقتراح آخر بأن مملكة جوبتا المبكرة امتدت من براياغا في الغرب إلى شمال البنغال في الشرق. 
لا تذكر سجلات جوبتا الفارنا (الطبقة الاجتماعية) التي تنتمي إليها السلالة. افترض بعض المؤرخين، مثل التيكار، أنهم كانوا من الفايشيا، إذ تستخدم بعض النصوص الهندية القديمة اسم «جوبتا» لوصف أفراد من طبقة الفايشيا. وفقًا للمؤرخ شارما، فإن الفايشيا -الذين ارتبطوا تقليديًا بالتجارة- ربما أصبحوا حكامًا بعد مناهضة الضرائب الجائرة التي فرضها الحكام السابقون. يشير منتقدو هذه النظرية إلى أن اللاحقة جوبتا تظهر في أسماء العديد من الأفراد غير المنتمين لطبقة الفايشيا قبل عصر إمبراطورية جوبتا وخلالها، واسم الأسرة «جوبتا» ربما اشتُّق ببساطة من اسم أول ملك في العائلة جوبتا. ينظّر بعض الباحثين، مثل غويال، أن الجوبتا كانوا من البراهمة لأنهم ارتبطوا بعلاقات زوجية معهم، لكن آخرين يرفضون هذا الدليل باعتباره غير مقنع. استنادًا إلى نقوش بونه وريدهابور لأميرة جوبتا برابهافاتي-جوبتا، يعتقد بعض الباحثين أن اسم عشيرة والدها هو «دارانا» لكن القراءة البديلة لهذه النقوش تشير إلى أن دارانا كانت عشيرة أمها، كوبراناغا. 

## التاريخ

### الحكام الأوائل
يُعدّ جوبتا (اشتُهر في أواخر القرن الثالث الميلادي) أول ملك معروف للسلالة: يؤرخ الباحثون بداية حكمه من منتصف إلى أواخر القرن الثالث الميلادي. يُعتقد أن «تشي-لي-كي-تو» -اسم ملك ذكره الراهب البوذي الصيني إيجنغ في القرن السابع- هو النسخة الصينية لاسم «شري-جوبتا» و «شري» هي بادئة شرفية. ووفقًا لإيجنغ، بنى هذا الملك معبدًا للحجاج البوذيين الصينيين بالقرب من «مي-لي-كيا-سي-كيا-بو-نو» (يُعتقد أنها النسخة الصينية لمريغا-شيكا-فانا). 
في نقش عمود الله أباد، يوصَف جوبتا وخليفته غاتوتكاتشا بالمهراجا (الملك العظيم)، بينما يُدعى الملك التالي شاندرا جوبتا الأول مهراجا هيراجا (ملك الملوك العظماء). في الفترة اللاحقة، استخدم الحكام الإقطاعيون لقب مهراجا، ما أدى إلى اقتراح أن جوبتا وغاتوتكاتشا كانا تابعين (ربما للإمبراطورية الكوشانية). ومع ذلك، هناك العديد من الأمثلة على ملوك أعظم استخدموا لقب مهراجا قبل عصر إمبراطورية جوبتا وبعدها، لذا لا يمكن قول هذا على وجه اليقين. ولا شك في أن جوبتا وغاتوتكاتشا كانا أقل شأنًا وقوة من شاندرا جوبتا الأول. 
تزوّج شاندرا جوبتا الأول الأميرة كوماراديفي من عشيرة ليتشافي، ما ساعده في توسيع سلطته السياسية وهيمنته، وتمكّن من تبني اللقب الإمبراطوري مهراجا هيراجا. وفقًا لسجلات الأسرة الرسمية، خلفه ابنه سامودرا جوبتا. ومع ذلك، أدى اكتشاف القطع النقدية التي أصدرها حاكم جوبتا المسمى كاتشا إلى بعض الجدل حول هذا الموضوع: وفقًا لإحدى النظريات، كان كاتشا اسمًا آخر لسامودرا جوبتا؛ والاحتمال الآخر هو أن كاتشا كان مطالبًا منافسًا على العرش. 